# Le Meilleur de l'humour

Le Meilleur de l'humour est une émission de télévision de Divertissement diffusée en Belgique sur la Une.
Présentée par Maureen Louys elle propose des spectacles d'humoristes et des séquences d'archives (caméras cachées et sketches).
C'est également le titre d'une émission similaire sur TMC présentée par Laurence Boccolini.